# Conceição do Mato Dentro (microregio)
Conceição do Mato Dentro is een van de 66 microregio's van de Braziliaanse deelstaat Minas Gerais. Zij ligt in de mesoregio Metropolitana de Belo Horizonte en grenst aan de microregio's Sete Lagoas, Itabira, Guanhães, Capelinha en Diamantina. De microregio heeft een oppervlakte van ca. 6.854 km². In 2006 werd het inwoneraantal geschat op 88.449.
Dertien gemeenten behoren tot deze microregio:
- Alvorada de Minas
- Conceição do Mato Dentro
- Congonhas do Norte
- Dom Joaquim
- Itambé do Mato Dentro
- Morro do Pilar
- Passabém
- Rio Vermelho
- Santo Antônio do Itambé
- Santo Antônio do Rio Abaixo
- São Sebastião do Rio Preto
- Serra Azul de Minas
- Serro

Mesoregio's: Campo das Vertentes · Central Mineira · Jequitinhonha · Metropolitana de Belo Horizonte · Noroeste de Minas · Norte de Minas · Oeste de Minas · Sul e Sudoeste de Minas · Triângulo Mineiro e Alto Paranaíba · Vale do Mucuri · Vale do Rio Doce · Zona da Mata

Microregio's: Aimorés · Alfenas · Almenara · Andrelândia · Araçuaí · Araxá · Barbacena · Belo Horizonte · Bocaiuva · Bom Despacho · Campo Belo · Capelinha · Caratinga · Cataguases · Conceição do Mato Dentro · Conselheiro Lafaiete · Curvelo · Diamantina · Divinópolis · Formiga · Frutal · Governador Valadares · Grão Mogol · Guanhães · Ipatinga · Itabira · Itaguara · Itajubá · Ituiutaba · Janaúba · Januária · Juiz de Fora · Lavras · Manhuaçu · Mantena · Montes Claros · Muriaé · Nanuque · Oliveira · Ouro Preto · Pará de Minas · Paracatu · Passos · Patos de Minas · Patrocínio · Peçanha · Pedra Azul · Pirapora · Piumhi · Poços de Caldas · Ponte Nova · Pouso Alegre · Salinas · Santa Rita do Sapucaí · São João del-Rei · São Lourenço · São Sebastião do Paraíso · Sete Lagoas · Teófilo Otoni · Três Marias · Ubá · Uberaba · Uberlândia · Unaí · Varginha · Viçosa